# Starfleet Command
Starfleet Command is in het Star Trekuniversum het hoofdkwartier van Starfleet. Gezagvoerders van sterrenschepen van Starfleet ontvangen in principe hun orders van Starfleet Command, dat via subruimte met de schepen communiceert. In Star Trek: The Motion Picture wordt gesteld dat het hoofdkwartier in San Francisco is gevestigd.